# Alkanosulfoniany
Alkanosulfoniany – związki organiczne, sulfonowane parafiny zawierające lipofilowy fragment alifatyczny i hydrofilową grupę sulfonową. Są to substancje powierzchniowo czynne należące do detergentów anionowych. 
Mają dobre właściwości myjące, piorące, zwilżające i emulgujące oraz działanie solubilizujące, w związku z czym są często czynnymi składnikami środków czystości. Ponadto mają zastosowanie w różnych dziedzinach przemysłu jako środki pomocnicze, m.in. są wykorzystywane jako emulgatory do polimeryzacji.
Zbliżone właściwości mają alkiloarylosulfoniany.